# Långtjärnen (Tåsjö socken, Ångermanland, 714724-148148)
Långtjärnen är en sjö i Strömsunds kommun i Ångermanland och ingår i Ångermanälvens huvudavrinningsområde.